# Дух у оклопу (филм из 1995)
Дух у оклопу (јап. 攻殻機動隊, Kōkaku Kidōtai) је анимирани неоноар сајберпанк трилер за одрасле објављен 1995. године. Режирао га је Мамору Оши а адаптирао његов чести сарадник Казунори Ито.
Филм је заснован на истоименој манги Масамунеа Широа. У главним улогама су гласовни глумци Ацуко Танака, Акио Оцука и Ијемаса Кајуми. То је јапанско-британска међународна копродукција, извршни продуцент је Kodansha, Bandai Visual и Manga Entertainment, уз анимацију коју је реализовала Production IG, док је сценарио написао Казунори Ито.
Радња филма смештена је у Јапан 2029. године и прати Мотоко Кусанаги, киборга, агента јавне безбедности, који лови загонетног хакера/духа познатог као Господар лутака. Прича остварења укључује филозофске теме које се фокусирају на самоидентитет у технолошки напредном свету. Музика, коју је компоновао Кенџи Кавај, укључује вокале на класичном јапанском. Визуелни елементи филма настали су комбинацијом традиционалне анимације и CGI анимације.
По приказивању, филм је добио позитивне критике, а критичари су хвалили наратив, визуелни идентитет и музику. У почетку се сматрало да је филм неуспешан на благајнама, пре него што је стекао култни статус код гледаоца који су филм гледали код куће. Од тада је добио на поштовању и сада се сматра једним од најбољих анимираних и научно-фантастичних филмова свих времена. Инспирисао је филмске ствараоце као што су сестре Вачауски, творци Матрикс филмова. Џејмс Камерон је описао филм као „први анимирани филм за одрасле који је достигао ниво литерарне и визуелне изврсности“. Филм је добио бројна признања и био је номинован у пет категорија за награду Ени (укључујући награду за најбољи анимирани играни филм) на 24. додели награда Ени, што га чини највећим бројем номинација за јапански анимирани филм икада на наградама.
Ажурирана верзија филма, Ghost in the Shell 2.0, објављена је 2008. године. Садржи нове дигиталне ефекте, додатну 3D анимацију и нови звук. Оши је режирао Ghost in the Shell 2: Innocence, објављен 2004. године, који је најављен као засебно дело и наставак који није део канона.

## Прича
Године 2029., са напретком кибернетичке технологије, људско тело може бити спојено са или чак потпуно замењено кибернетичким деловима. Још једно значајно достигнуће је сајбер-мозак, механичко кућиште за људски мозак које омогућава приступ интернету и другим мрежама. Често помињани израз је „дух“, који се односи на свест која настањује тело („оклоп“).
Мајор Мотоко Кусанаги је вођа јуришног тима Одељења за јавну безбедност 9 Новог лучког града у Јапану. На захтев Накамуре, шефа Секције 6, она успешно убија дипломату стране земље како би спречила да програмер по имену Даита пребегне. Преводилац министра спољних послова је хакован, вероватно да би убио VIP особе на предстојећем састанку. Верујући да је починилац тајанствени Господар лутака, Кусанагијев тим прати телефонске позиве телефона са којег је послат вирус. После потере, хватају ђубретара и насилника. Међутим, обојица су само особе чији је дух хакован и немају информација о Господару лутака, тако да истрага поново долази до ћорсокака.
Megatech Body, произвођач оклопа за којег се сумња да има блиске везе са владом, бива хакован и саставља оклоп који је лиценцирала сама влада. Док бежи, оклоп, госпођу на аутопуту, удари камион. Док Одељак 9 испитује оклоп, у њему проналазе људског духа. Неочекивано, шеф Секције 6 Накамура стиже на место догађаја да преузме оклоп уз дозволу министра спољних послова. Он тврди да је дух унутра сам Господар лутака, намамљен у оклоп од стране Секције 6. Оклоп се поново активира, тврди да је свесно биће и тражи политички азил. Након што Господар лутака започне кратку расправу о томе шта је човек, камуфлирани агент који прати Накамуру покреће диверзију и краде оклоп.
Сумњајући на лоше намере, Кусанагијев тим одмах одлучно креће у потеру за агентом. У међувремену, Секција 9 истражује „Пројекат 2501“, који је раније поменуо Господар лутака, и проналази везу са Даитом, кога Секција 6 покушава да спречи да пребегне из земље. Суочавајући се са откривеним информацијама, Даисуке Арамаки, шеф Секције 9, закључује да је Секција 6 створила Господара лутака за различите политичке сврхе, и сада настоји да поврати тело које тренутно настањује. Кусанаги прати аутомобил који носи оклоп до напуштене зграде, где га чува роботски тенк налик пауку. Нестрпљива да се суочи са духом Господара лутака, Кусанаги улази у тенк без подршке, што доводи до тога да је њено тело углавном раскомадано док покушава да отвори отвор. Њен партнер Батоу стиже на време да је спаси и помаже јој да повеже мозак са Господарем лутака.
Господар лутака објашњава Кусанаги да га је створила Секција 6. Док је лутао разним мрежама, постао је свестан и почео да размишља о свом постојању. Одлучујући да је суштина живота репродукција и смртност, он жели да постоји унутар физичког мозга који ће на крају умрети. Пошто није могао да побегне из мреже Секције 6, морао је да себе пребаци у кибернетичко тело. Пошто је комуницирао са Кусанаги (без њеног знања), он верује да она такође доводи у питање своју људскост и да имају много тога заједничког. Он предлаже спајање њихових духова; заузврат, Кусанаги би стекала све његове способности. Кусанаги пристаје на спајање.
Снајперисти из Секције 6 прилазе згради, са намером да униште мозак Господара лутака и Кусанаги да би прикрили пројекат 2501. Оклоп Господара лутака је уништен, али Батоу штити Кусанагину главу и спасава њен мозак. Како се Секција 9 приближава локацији, снајперисти се повлаче. Кусанаги се буди у Батоуовој сигурној кући у новом  киборгском телу. Она каже Батоуу да ентитет у њој није ни Кусанаги ни Господар лутака, већ комбинација обоје. Она обећава Батуу да ће се поново срести, излази из куће и пита се - где даље.

## Глумачка подела
| Лик                 | Јапански гласовни глумац                         | Енглески језик - глумац синхронизације (псеудоними су наведени у загради) |
| ------------------- | ------------------------------------------------ | ------------------------------------------------------------------------- |
| Мј. Мотоко Кусанаги | Ацуко Танака Маја Сакамото (млада Мотоко)        | Мими Вудс                                                                 |
| Бато                | Акио Отцука                                      | Ричард Епкар (Ричард Џорџ)                                                |
| Господар лутака     | Ијмаса Кајуми (оригинал) Јошико Сакакибара (2.0) | Том Вајнер (Ејн Лесер)                                                    |
| Тогуса              | Коичи Јамадера                                   | Кристофер Џојс                                                            |
| Шеф Арамаки         | Тамио Оки                                        | Вилијам Фредерик Најт (Вилијам Фредерик)                                  |
| Ишикава             | Јутака Накано                                    | Мајкл Сорич                                                               |
| Шеф Накамура        | Тешо Генда                                       | Сајмон Прескот (Бен Ајзаксон)                                             |
| Мизухо Даита        | Мицуру Мијамото                                  | Ричард Кансино (Стив Дејвис)                                              |
| Ђубретар А          | Казухиро Јамаџи                                  | Кевин Симор (Том Карлтон)                                                 |
| Ђубретар Б          | Шигеру Чиба                                      | Даг Стоун                                                                 |

### Развој
Мамору Оши је првобитно желео да режира Jin-Roh: The Wolf Brigade након што је завршио Patlabor 2: The Movie (1993). Предложио је пројекат Bandai Visual-у, али је уместо тога замољен да режира адаптацију манге Масамунеа Широа из 1989, Дух у оклопу. Оши је касније почео да ради на Jin-Roh-у, али само као писац. Оши је изјавио: „Моја интуиција ми је рекла да ова прича о футуристичком свету носи непосредну поруку за наш садашњи свет. Такође ме занимају компјутери, због сопственог искуства са њима. Имао сам исти осећај у вези Патлабора и мислио сам да ће бити занимљиво снимити филм који се одиграва у блиској будућности. Постоји само неколико филмова, чак и из Холивуда, који јасно приказују утицај и моћ компјутера. Мислио сам да ће ова тема бити ефикасније пренета кроз анимацију." Оши је проширио ове мисли у каснијем интервјуу, напомињући да технологија мења људе и да је постала део културе Јапана. Он је прокоментарисао да је његова употреба филозофије изазвала фрустрирање продуцената због штедљиве употребе акционих сцена. Оши је такође признао да би се филм са више акције боље продавао, али је ипак наставио да снима овакве филмове. Када се Оши вратио да унесе измене у оригинални Ghost in the Shell како би га поново објавио као Ghost in the Shell 2.0, један од разлога који је навео је било што што филм није личио на наставак и што је желео да ажурира филм да одражава промене у наставку приче.

### Дизајн
Хиројуки Окиура, дизајнер ликова и главни супервизор анимације, дизајнирао је Мотоко да буде зрелији и озбиљнији од оригиналног приказа лика у манги Масамунеа Широа. Окиура је одабрао да прикаже физички зрелу особу која одговара Мотокином менталном узрасту, уместо младоликог момка од двадесет и нешто година, како је приказан у манги. Мотоковом држању недостају комични изрази лица и бунтовна природа приказана у манги, уместо тога поприма чежњивију и контемплативнију личност. Оши је засновао локације града по узору на Хонг Конг, коментаришући да је његова прва помисао да пронађе слику будућег окружења био азијски град, али би проналажење одговарајућег градског пејзажа будућности било немогуће, па је одлучио да користи праве улице Хонг Конга као његов модел. Такође је рекао да је Хонг Конг савршена тема за филм са својим безбројним знаковима и какофонијом звукова. Дизајнер мека (велики роботи) на филму, Такеучи Ацуши, приметио је да, иако филм нема једно одабрано окружење, оно је очито засновано на Хонг Конгу јер је град представљао тему филма, старо и ново које постоје у чудном односу у доба информативни потоп. Пре снимања филма, уметници су нацртали скице које су наглашавале хаотичне, збуњујуће и заситне аспекте Хонг Конга.

### Анимација
Дух у оклопу је користио нови процес назван „дигитално генерисана анимација“ (DGA), који је комбинација цел анимације, компјутерске графике (CG) и звука који се уноси као дигитални подаци. Године 1995. сматрало се да је DGA будућност анимације, јер је омогућавао да се традиционална анимација комбинује са компјутерском графиком и дигиталним радом на ћелијама са визуелним екранима. Уређивање је обављено на AVID систему Avid Technology, који је изабран зато што је био свестранији и мање ограничавајући од других метода и радио је са различитим типовима медија у једном окружењу. Дигитални цел рад је укључивао и оригиналне илустрације, композиције и манипулацију са традиционалном цел анимацијом како би се створио осећај дубине и евоцирао емоције и осећања. Филтери попут ефекта сочива коришћени су за стварање осећаја дубине и покрета тако што су изобличили предњу позадину и учинили далеку позадину ван фокуса током снимања. Дух у оклопу је користио јединствени систем осветљења у коме су светлост и тама интегрисани у ћелије са пажњом на изворе светлости и сенке уместо коришћења контраста за контролу светлости. Уметнички директор Хиромаса Огура описао је ово као "веома необичну технику осветљења".
Још један аспект употребе Си-џија (CG) био је да се креирају слике и ефекти који су изгледали као да их „мозак перципира“ и који су генерисани у видео запису и додати филму у завршној фази. Уводне шпице филма продуцирао је режисер Си-џија Сеичи Танака. Танака је конвертовао код на рачунарском језику приказан романизованим јапанским словима у бројеве пре него што их је убацио у рачунар да би генерисао кредите. Порекло овог кода су имена филмског особља написана компјутерским језиком. Редитељ анимације Мизухо Нишикубо био је одговоран за ефекат реализма и тежио је тачним приказима покрета и ефеката. Уметничко тражење за реализмом укључивала је рад чланова екипе који су спроводили истраживање ватреног оружја у објекту на Гуаму. Нишикубо је истакао тенковску сцену као пример реализма филма, напомињући да меци стварају варнице када ударају у метал, али не искре када метак удари у камен.

### Аудио
Звук филма је сниман у веома опремљеном студију како би се добио врхунски звук током целог филма. Спацијализатор је коришћен да се промени звук, посебно у електронским разговорима мозга, да се модификују гласови. Композитор Кенџи Каваи је написао музику за филм. За главну тему, Каваи је покушао да замисли окружење и у музици пренесе суштину тог света. Користио је класични јапански у уводној теми „Making of a Cyborg“. Композиција је мешавина бугарске хармоније и традиционалних јапанских звукова; прогањајући хорови су свадбена песма која се пева да би се распршили сви зли утицаји. Симфонијски диригент Сара Пеника-Смит напомиње да је текст песме прикладан за унију између Кусанагија и Пројекта 2501 на врхунцу филма. Кавај је првобитно желео да користи бугарске певаче народне музике, али је уместо тога користио јапанске народне певаче. „See You Everyday“ се разликује од остатка музике филма јер је поп песма коју на кантонском пева Фанг Ка Винг.
Завршна музика тема енглеске верзије филма је One Minute Warning коју изводе Passengers, колаборација између U2 и Брајана Иноа. Песма се нашла на албуму Original Soundtracks 1 и била је једна од три песме на том албуму које су заправо биле употребљене у филму. Енди Фрејн, оснивач Manga Entertainment и извршни продуцент филма, био је бивши директор маркетинга Island Records, издавачке куће која објављује песме U2.

## Издања
Филм је имао светску премијеру на Међународном филмском фестивалу у Токију октобра 1995. пре него што је почело широко биоскопско приказивање у новембру. Премијера у Уједињеном Краљевству одржана је 11. новембра 1995. у оквиру Лондонског филмског фестивала на Лестер скверу. Првобитно је добио оцену Р од стране МПАА због пуно голотиње и експлицитног насиља, када је први пут објављен у Сједињеним Државама.
Филм је зарадио 10 милиона америчких долара у глобалном приходу на благајни, али тај износ није повратио уложено, тако да филм није успео да надокнади трошкове продукције. Међутим, филм је постао култан код кућних видео снимака, а филм је зарадио око 43 милиона долара у укупном приходу од продаје на благајнама и кућних видео снимака. Енглеска синхронизација филма објављена је у Уједињеном Краљевству 8. децембра 1995. од стране Metrodome Distribution, а у Сједињеним Америчким Државама 29. марта 1996. од стране Palm Pictures. Верзија „2.0“ је објављена у биоскопима у Токију, Осаки, Нагоји, Фукуоки и Сапору 12. јула 2008.
Током 2021., филм је рестауриран за IMAX технологију и ограничено је дистрибуиран у биоскопима.
У Јапану је филм објављен на VHS-у 26. априла 1996. DVD верзија је објављена 25. фебруара 2004. као специјално издање, у којем је филм у потпуности рестауриран и дигитално ремастерован од оригиналних елемената филма у оригиналном облику преко целог екрана и у формату широког екрана са поштанским сандучићем, а аудио је дигитално ремиксован на енглеском и јапански. Ghost in the Shell је објављен на Блу-реј-у 24. августа 2007.
У Сједињеним Америчким Државама, филм је објављен на VHS-у 18. јуна 1996. преко Manga Entertainment, а на DVD-у 31. марта 1998. од стране PoliGram Video. Као и много касније јапанско „Special Edition”, DVD је потпуно рестауриран и дигитално прерађена (ремастерована) верзија са више језичких нумера, али за разлику од јапанског издања, укључује 30-минутни документарац о снимању филма. Још једно специјално издање DVD-а објављено је у Сједињеним Америчким Државама од стране Manga Entertainment 11. јануара 2005. Специјално издање садржи додатни диск који садржи досије ликова, биографију ствараоца, биографију редитеља и трејлере и прегледе Ghost in the Shell. Manga Entertainment објавила је филм на Блу-реј-у 24. новембра 2009.; ова верзија садржи оригинални филм и ремастеринг, али изоставља аудио коментар и интервју лицем у лице са Ошијем, који су наведени на кутији. Manga Entertainment и Anchor Bay Entertainment су 23. септембра 2014. поново објавили филм на Блу-реју са потпуно новим HD филмом. Издање је наишло на критике због лоше преведених енглеских титлова и недостатка посебних карактеристика. У августу 1996. Ghost in the Shell је постао први јапански филм на врху Billboard листе продаје, са преко 200.000 продатих VHS копија. До 2002. године, кућна видео издања филма продата су у више од 1,6 милиона јединица широм света, укључујући преко 100.000 копија у Јапану и више од 1 милиона у Сједињеним Америчким Државама. По малопродајној цени од 19,95 долара, филм је зарадио приближно 32 million долара прихода од продаје видео записа. Године 2017., Блу-реј издање је продато у 26.487 копија и зарадило је 675.002 долара у Сједињеним Државама  чиме је укупна светска продаја видео записа филма достигла 1,63 милиона јединица и приближно 33 million долара бруто прихода. Филм је био први аниме видео који је доспео првог места на списку који објављује Billboard. Филм је рангиран као девети најпродаванији аниме DVD филм у Северној Америци 2006. Филм је поново објавио Lionsgate 8. септембра 2020 и то као UHD 4K Blu-ray.

### Други медији
Оригинална музика Кенџија Каваја за филм објављена је 22. новембра 1995  Последња нумера укључивала је поп песму Јошимасе Мизуна „See You Everyday"“. Након објављивања Ghost in the Shell 2.0, ажурирана верзија звучног записа објављена је 17. децембра 2008. Фото-ЦД филма објављен је у Јапану 20. новембра 1995. Спин-оф роман који је написао Ендо Акира, под називом Ghost in the Shell: Burning City (攻殻機動隊灼熱の都市 Kōkaku kidōtai shakunetsu no toshi) , издао је Kodansha и објављен у новембру 1995. Уследио је наставак романа, под називом Ghost in the Shell 2: Star Seed (攻殻機動隊2: Star Seed), објављен  јануара 1998. Кодансха је 25. септембра 1997. објавила књигу Analysis of Ghost in the Shell.

### Ghost in the Shell 2.0
Ажурирана верзија оригиналног филма, под називом Ghost in the Shell 2.0 (GHOST IN THE SHELL／攻殻機動隊 2.0 Gōsuto in za sheru / Kōkaku kidōtai 2.0) , направљена је у знак прославе објављивања филма The Sky Crawlers 2009. године. Дело Ghost in the Shell 2.0 комбинује оригиналне снимке са ажурираним анимацијама, креираним коришћењем нових дигиталних филмова и технологија анимације као што је 3D-CG. Укључује ново отварање, дигиталне екране и холографске дисплеје, а изоставља неколико кратких сцена. Оригинални звучни запис је такође поново аранжиран и поново снимљен. Кенџи Каваи је ремиксовао музику за верзију 2.0 у 6.1 каналном звуку. Ренди Том из Скивалкер Соунда поново је радио као дизајнер звука, пошто је претходно радио на Ghost in the Shell 2: Innocence. У новом звучном запису, јапански гласовни дијалог је такође поново снимљен, са неким варијацијама од оригиналног сценарија како би се говор модернизовао. Јошико Сакакибара је заменио Иемасу Кајумија као глас Господара лутака. 2.0 је поново објављен на DVD и Блу-реју у Јапану 19. децембра 2008.

## Пријем
Rotten Tomatoes наводи да је 95% критичара дало филму позитивну рецензију на основу 60 рецензија, са просечном оценом 7.8/10. Консензус критичара веб странице гласи: „Задивљујући подвиг модерне анимације, Ghost in the Shell нуди промишљену, сложену посластицу за љубитеље анимеа, као и савршен увод за гледаоце који су нови у медију. За Metacritic, филм има просечну оцену од 76 од 100 на основу критика 14 критичара, што указује на „генерално повољне критике“.
Сарадник Twitch Film Нилс Матиј је похвалио филм рекавши: „Не само да је Kokaku Kidotai суштински филм у канону јапанског анимеа, заједно са Кјубриковим 2001: Одисеја у свемиру и Соларисом Тарковског, он употпуњује трио адаптација књига које превазилазе популарност оригинала и [дају] ново значење већ популарном бренду“. Он га је рангирао на 48. место својих личних фаворита. Кларк Колис, аутор за Empire, сматрао је да је филм предвидљив, али је похвалио продукцијске вредности. Џонатан Мејс из Anime News Network-а похвалила је анимацију комбиновану са компјутерским ефектима, назвавши је „можда најбољом синтезом икада виђеном у анимеу“. Хелен Макарти у 500 Essential Anime Movie описује филм као „један од најбољих анимеа икада направљених“, и хвали сценарио и „атмосферски резултат“ филма, додајући да су „акционе сцене које су добре као било шта у тренутном холивудском блокбастеру подржане су CGI ефектима што још може да зачуди“.> У рецензији из 1996. године, филмски критичар Роџер Иберт оценио је филм са три од четири звездице, хвалећи визуелне елементе, звучну подлогу и теме, али је сматрао да је филм „превише сложен и мутан да допре до велике публике... тек другог сата трајања прича почиње да открива смисао“. У фебруару 2004. године, Cinefantastiqu је аниме уврстио као једну од „10 Essential Animations“. Филм је заузео 35. место на Total Film топ листи 50 анимираних филмова, објављене 2010. Филм је рангиран на 4. месту на Wizards Anime Магазину на њиховим „50 најбољих аниме објављених у Северној Америци“.
Филм је такође утицао на бројне истакнуте филмске ствараоце. Сестре Вачауски, креатори Матрикса и његових наставака, показали су га продуценту Џоелу Силверу, рекавши: „Желимо то да урадимо стварно“. Серија Матрикс је преузела неколико концепата из филма, укључујући Матрикс дигиталну кишу, која је инспирисана уводним шпицама филма, и начином на који ликови приступају Матриксу кроз рупе на потиљку. Друге паралеле су повучене са Аватаром Џејмса Камерона, Вештачком интелигенцијом Стивена Спилберга и Сурогатима Џонатана Мостоуа. Џејмс Камерон је навео Дух у оклопу као извор инспирације за Аватар, назвавши га „првим анимираним филмом за одрасле који је достигао ниво литерарне и визуелне изврсности“.

### Награде
Филм је освојио најбољи сценарио на филмском фестивалу у Јокохами и био је номинован у пет категорија за награду Ени на 24. додели Ени награда : најбољи анимирани играни филм, најбоље остварење у режији (Мамору Ошии), најбоље остварење у продукцији (Мицухиса Ишикава, Кен Ијадоми, Кен Мацумото, Јошима и Шигеру Ватанабе), најбоље достигнуће у дизајну продукције (Такаши Ватабе и Хиромаса Огура) и најбоље достигнуће у писању (Казунори Ито), али су сви изгубили од Приче о играчкама; осим, што га чини највећим бројем номинација за јапански анимирани филм икада у историји награде Ени, до изједначења овог рекорда од стране филма Belle, 26 година касније.

## Теме
Филм истражује природу људских киборга, свест, самосвесне компјутерске програме и промене памћења. У једном од монолога које је Господар лутака имао током целог филма, тврди се да људска ДНК није ништа друго до програм дизајниран да се самоочува. Такође се више пута помиње чин давања политичког азила самосвесним компјутерским програмима.
Филм приказује Мотоков идентитет и онтолошке бриге и завршава се еволуцијом Господара лутака, бића без репродукције. Остин Корбет је недостатак сексуализације од стране свог тима окарактерисао као слободу од женствености, напомињући да је Мотоко „отворено женствена и очигледно неженска”. Описујући Мотоко као „сличну“ и „снажну [женску протагонисткињу] у центру приче“ која је „ипак готово непрекидно гола“, Роџер Иберт је приметио да је „чланак о анимеу у недавном броју часописа Film Quarterly сугерише да је бити „мушкарац за плату“ у савременом Јапану толико исцрпљујуће и дехуманизујуће да многи мушкарци (који чине највећи део публике анимеа) пројектују слободу и моћ на жене и идентификују се са њима као измишљеним ликовима“. Карл Силвио је Дух у оклопу назвао „филмом отпора“, због његове инверзије традиционалних родних улога, „валоризације пост-родног субјекта“ и де-наглашавања сексуалне специфичности материјалног тела.